# 克劳森河畔诺伊豪斯
克劳森河畔诺伊豪斯是奥地利布尔根兰州延纳斯多夫县的一个市镇。总面积19.98平方公里，总人口950人，人口密度48人/平方公里（20161年）。